# آرجش
ارجش رودی است که از کشور رومانی می‌گذرد و به دانوب می‌ریزد. این رود ۳۵۰ کیلومتر طول دارد.